# María Emilia Cornejo
María Emilia Cornejo Calderón (Pueblo Libre, 1949 - San Juan de Lurigancho,1972) fue una poeta y escritora peruana, reconocida actualmente como una de las más influyentes de la Generación del 70 y precursora de la poesía erótica en el Perú.

## Biografía
Nace en Lima, el 15 de agosto de 1949. Estudió en la Facultad de Letras, especialidad Literatura, en la Universidad Nacional Mayor de San Marcos y participó del taller de poesía que allí dirigían Hildebrando Pérez Grande y Marco Martos. Es considerada la iniciadora de la poesía erótica femenina en el Perú.

María Emilia era católica y cercana a la Teología de la liberación. Estuvo casada con Oswaldo Márquez, un estudiante de ingeniería de la Universidad Nacional de Ingeniería. Según su hermana melliza Ana María: 
“Ella era muy melodramática. Podía engañar a cualquiera. Era parte de su vena artística.  (...) Ella hacía suyas algunas historias patéticas. Ya había escrito el poema “La muchacha mala de la historia”. Pero ese solo era un personaje. Emilia era bailarina, jaranera y muy graciosa. Salsera a morir”.
En una entrevista para el suplemento Domingo del diario La República en 1999, Aída Calderón, madre de la poeta, dijo que su hija sufrió un aborto prematuro luego de tres meses de embarazo. A eso se sumó la ruptura de la relación con su esposo, lo que le ocasionó una profunda depresión.   
La poeta pasó la última etapa de su vida en Caja de Agua, en el distrito de San Juan de Lurigancho al este de Lima.Llegó con un grupo de amigos, entre ellos estaba la futura alcaldesa Susana Villarán, que buscaba conocer y experimentar una vida distinta a la que llevaba en los barrios de clase media alta de la ciudad. Ahí, María Emilia se suicidó apenas con 23 años.
"En ella, vida y obra fueron una, y su muerte, por lo mismo, fue un acto poético mediante el cual permanecerá siempre entre nosotras como la adolescente, la contestataria, la que se atrevió a develar una verdad y lo hizo para decirlo con sus propias palabras, “como una piedra que cae” y que deja para siempre sus ondas en el agua".

Luego de su muerte, tres poemas suyos fueron publicados en la revista literaria Eros dirigida por Isaac Rupay, en el único número en 1973: "Como tú lo estableciste", "Soy la muchacha mala de la historia" y "Tímida y avergonzada". A priori a esta aparición, se publicaron dos poemas de corte social de Cornejo bajo el seudónimo de María Márquez en la plaqueta del taller de poesía de San Marcos, Gesta N°2 en octubre de 1970: "Soy/ Micaela Catari" y "Mi pueblo no es".  
"Nací en Lima hace 21 años. Vivo en Lima y cuando salgo siempre vuelvo a ella. Escribo desde temprana edad, con breves y largas interrupciones. A mi estancia en tierras mexicanas debo haber comenzado a escribir más o menos disciplinadamente. Actualmente trabajo y trato de estudiar en la universidad, aunque sé que terminaré siendo autodidacta". 
Así fue como se describió María Emilia en el tríptico del taller, el cual firmara con su seudónimo.

## Polémica sobreSoy la muchacha mala de la historia
Los tres poemas publicados en la edición única de la revista Eros en 1973 fueron Soy la muchacha mala de la historia, Como tú lo estableciste y Tímida y avergonzada. El primero es acaso el más importante en la obra de María Emilia Cornejo y ha sido una inspiración para muchas poetas peruanas y para el movimiento feminista. Sin embargo, el origen de los tres poemas ha estado envuelto en polémica.

En un artículo publicado en el número 5 de la revista literaria Intermezzo tropical en 2007, el escritor peruano José Rosas Ribeyro dijo que un año después de la muerte de María Emilia Cornejo, Hildebrando Pérez le alcanzó versos y apuntes que escribió la poeta en sus cuadernos durante el taller de poesía en San Marcos a inicios de la década de 1970. Según Rosas Ribeyro, junto al escritor Elqui Burgos, quién también había participado en el taller, comenzaron un trabajo de "montaje" de los versos que tenían en sus manos. 
"Alentados por Hildebrando Pérez, Elqui Burgos y yo utilizamos el mundo desgarrado, angustiado, autodestructivo y muy personal que se percibía en los apuntes desordenados, dislocados de María Emilia Cornejo para construir tres poemas que queríamos redondos", contó Rosas Ribeyro.
El poeta Diego Lazarte investigó la vida de María Emilia, recogió testimonios de quienes la conocieron para la realizar su cortometraje La muchacha mala de la historia. Una de las entrevistadas fue Ana María Cornejo, hermana gemela de María Emilia, quien habló de esta polémica alrededor de los tres poemas. “Un amigo de la familia nos contó que alguien había salido a decir que Emilia era una farsante, y que su obra era una escritura colectiva de alguna manera. Nosotros sabíamos que Emilia tenía sus cuadernos y que había mandado una versión del libro a Casa de Las Américas. Si ella escribía no tenía necesidad de apropiarse de cosas que no eran suyas”.

## Obra en el Perú

### Póstuma
- Cornejo, María Emilia (1989) En la mitad del camino recorrido.  (Poesía reunida) Ediciones Flora Tristán. Primera edición. Con el apoyo de CONCYTEC. [7]
- Cornejo, María Emilia (1994). En la mitad del camino recorrido: poesía reunida. Ediciones Flora Tristán. Consultado el 2 de mayo de 2018.
- Cornejo, María Emilia (2005) En la mitad del camino recorrido. Ediciones Flora Tristán. Tercera edición [8]
- Casusol, Pedro (2019) Soy la muchacha mala de la historia. Poemas de María Emilia Cornejo [9]
- Cornejo, María Emilia (2023) Todo lo guardo en mis ojos. Poesía reunida 1967 - 1972 [10]

## Obra en el extranjero

### Póstuma
- Cornejo, María Emilia (2018) En la mitad del camino recorrido. Editorial Todos leemos. Primera edición. [11]
- Cornejo, María Emilia (2021) En la mitad del camino recorrido. Editorial Todos leemos. Reimpresión: agosto, 2021 Buenos Aires Argentina.[12]
- Cornejo, María Emilia (2021) Vindictas, poetas latinoamericanas. Nueva época. Material de lectura número. 4. Libros UNAM [13]

## Premios
En 2022 recibió un reconocimiento póstumo de parte del Ministerio de la Mujer y Poblaciones Vulnerables (MIMP) del Estado Peruano, el cual, mediante un decreto en ocasión del 8 de marzo, otorgó la condecoración “Orden al Mérito de la Mujer” a María Emilia Cornejo y otras 24 mujeres peruanas, siendo destacadas por su tarea en la defensa de los derechos y por promover la igualdad de género. En particular, Cornejo fue reconocida por "su aporte al desarrollo de la literatura y la eliminación de barreras para la igualdad de género".